# Schloss Steinau (Schlesien)
Schloss Steinau/Oder (polnisch Zamek w Ścinawie) war eine zum Schloss umgebaute Burg in Ścinawa (Steinau/Oder).

## Geschichte
Eine herzogliche Burg ist für 1251 belegt, die vermutlich den Übergang über die Oder sicherte. Vermutlich war diese Burg eine Holz-Erde-Konstruktion und wurde erst im zweiten Viertel des 14. Jahrhunderts aufgemauert. Möglicherweise wurde aber auch schon zwischen 1274 und 1289, als Steinau herzogliche Residenz war. Im Jahr 1343 zerstörten Truppen von König Kasimir dem Großen die Burg.
Nach weiteren Zerstörungen 1628 und einem teilweisen Abbruch 1757 entstand ein schlossartiger Neubau, der im 19. Jahrhundert durch Schloss Georgenhof abgelöst wurde. Infolge des Zweiten Weltkriegs und der polnischen Übernahme der Region wurde das Schloss völlig zerstört.